# Приморски плавац
Приморски плавац (лат. Lepidochrysops littoralis, енгл. coastal blue) је врста инсекта из реда лептира (Lepidoptera) и породице плаваца (Lycaenidae).

## Опис
Распон крила мужјака обалског плавца је 34–36 mm, док је распон крила женке 36–38 mm. Лети од краја августа до децембра.

## Распрострањење
Ареал врсте је ограничен на једну државу. Јужноафричка Република је једино познато природно станиште врсте.

## Угроженост
Ова врста се сматра рањивом у погледу угрожености врсте од изумирања.